# Henry Every

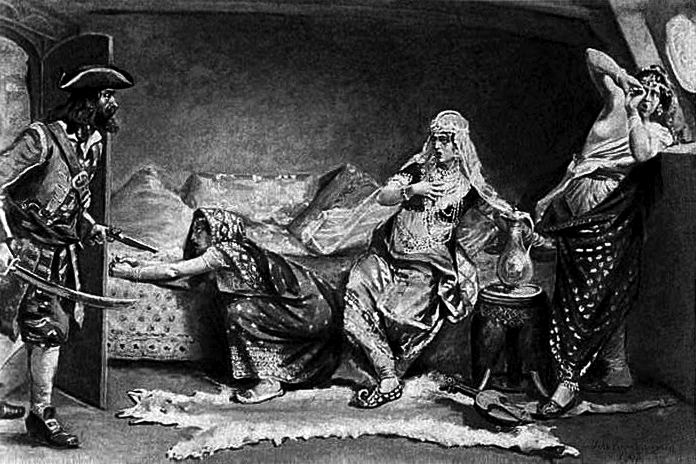
Every w kobiecej kajucie statku Gan-i-sawai

Flaga Henry’ego Every’ego

Henry Every, także Avery, lub Evory, znany także jako Long Ben – angielski pirat żyjący w drugiej połowie XVII wieku. Na początku lat 90. pływał w załodze statku niewolniczego pomiędzy Afryką a Ameryką Północną. O jego wcześniejszej aktywności pirackiej nie ma informacji.
W roku 1694 znalazł się w randze pierwszego oficera na Charlesie, okręcie korsarskim w służbie hiszpańskiej z zadaniem działania przeciwko francuskiej kolonii na Martynice. Z powodu nieuczciwego traktowania, bardzo rygorystycznych warunków, niemożności porozumienia z kapitanem i ogromnych zaległości w wypłacaniu żołdu, 6 maja 1694 roku Every stanął na czele buntu załogi i został wybrany kapitanem. Nowy piracki statek, teraz nazwany Fancy, pożeglował na południe wzdłuż wybrzeży Afryki, napadając po drodze cztery jednostki, w tym także francuskiego pirata wracającego z łupieżczej wyprawy. Znalazłszy się w pobliżu Przylądka Dobrej Nadziei Every napisał do angielskich gazet list z zapewnieniami o swej lojalności wobec Królestwa Anglii i Republiki Zjednoczonych Prowincji.

## Wielka zdobycz
Fancy pożeglował na północ do Zatoki Adeńskiej, gdzie grasowało wielu piratów. Every porozumiał się z kilkoma kapitanami i utworzył tymczasową flotyllę wystarczająco silną, by móc atakować dobrze uzbrojone konwoje kursujące rokrocznie pomiędzy Indiami a Dżuddą, przewożące islamskich pielgrzymów. Na taki właśnie konwój napadli we wrześniu 1695 roku piraci Every’ego.
Gdy tylko dostrzeżono piratów, indyjskie statki rzuciły się do ucieczki, której sprzyjały zapadające właśnie ciemności. O świcie okazało się, że dwa statki konwoju są w zasięgu pirackiej flotylli Every’ego. Mniejszy z nich – Fateh Mohammed – został zdobyty szybko, ale większy – Gang-i-sawai – uległ dopiero po dwugodzinnej zaciętej walce. Po torturach i zgwałceniu kobiet, wszyscy jeńcy zostali zamordowani. Bezwzględna brutalność była typowa w owych czasach, dodatkowo potęgowana przez różnice na tle religijnym i rasowym pomiędzy zwycięzcami i pokonanymi.
Po bitwie okazało się, że łup jest wyjątkowo bogaty – statek wiózł złoto, srebro i drogie kamienie warte niebotyczną wówczas kwotę 600 tysięcy funtów. Każdy szeregowy pirat flotylli otrzymał ponad 1000 funtów, co było porównywalne z 80-letnimi poborami marynarza w tamtych czasach. Jaka była suma przypadająca Every’emu, nie wiadomo, ale na pewno znacznie większa.
Wraz z łupem Every udał się do Nassau, gdzie posługując się przybraną tożsamością poprosił tamtejszego gubernatora Nicholasa Trotta (piastował urząd w latach 1694–1696) o możliwość zacumowania, zejścia na ląd i uzupełnienia zapasów. Trott – mimo iż mógł domyślać się, że przybysze w żadnym wypadku nie są kupcami – udzielił zgody w zamian za łapówkę i ochronę Nassau, które w tamtym okresie było wyludnione i narażone na ataki okrętów wrogich państw. Część z członków załogi postanowiła osiąść i pozostać w tym miejscu, zawierając małżeństwa z miejscowymi kobietami.

## Koniec kariery
Flotylla ostatecznie została rozwiązana i Fancy skierował się do basenu Morza Karaibskiego. Na wyspie New Providence tamtejszy gubernator zaoferował – za ogromną łapówkę – protekcję przy powrocie do Anglii. Większość jego załogi skorzystała z tej możliwości. Po powrocie w rodzinne strony, część załogi Every’ego została zatrzymana, 5 członków załogi (w tym niejaki William May, który towarzyszył Every’emu w pirackiej karierze od samego buntu na Charlesie) zostało skazanych na śmierć przez powieszenie – wyroki wykonano w Londynie 25 listopada 1696 roku.

## Dalsze losy i śmierć
Istnieją dwa podania dotyczące dalszych losów życia Every’ego. Pierwsze z nich (powszechne wśród ludności angielskiej) mówi, że pirat powrócił po latach na Madagaskar, gdzie osiadł wraz z żoną i dzięki bogactwu z zebranych łupów, stworzył swoiste „państwo”, którym zarządzał.
W 1724 roku powstała publikacja A General History of The Pyrates, która przedstawia, całkiem odmienne od ludowych podań, losy. Według niej, Every, po rozstaniu w Irlandii z pozostałymi kompanami, zmienił tożsamość i udał się do rodzinnego Devon, gdzie dzięki zaprzyjaźnionym kupcom mógł wymienić diamenty zrabowane z hinduskiego konwoju na lokalną walutę. W oczekiwaniu na zapłatę za sprzedany przez nich towar, prowadził hulaszczy tryb życia. Ostatecznie kupcy oszukali go, oddając mu złoto, za które Every „nie był w stanie nawet wykupić chleba”, a gdy ten domagał się pieniędzy adekwatnych do wartości przekazanych diamentów, kupcy zagrozili mu wydaniem angielskiej władzy.
Every, po stracie majątku popadł w ubóstwo, zachorował i zmarł w wieku 36 lat.

## Wpływ na przyszłe pokolenia
Henry Every dla przyszłych piratów (Edward Thatch, Samuel Bellamy, Charles Vane) stał się wzorem do naśladowania. Widzieli w nim przykład człowieka, który wyzwolił współtowarzyszy, dając im bogactwa i luksusowe życie. Od Every’ego zaczął kreślić się współczesny kształt postrzegania piratów przez pryzmat romantycznych rozbójników, lubujących się w brutalności, bezwzględności. Niemniej, obraz ten, w wielu przypadkach jest przekoloryzowany i powielający powszechnie znane mity.